# Tollaslabda Club Debrecen
Der Tollaslabda Club Debrecen (ungarisch Debreceni Tollaslabda Club) ist der erfolgreichste Badmintonverein aus Ungarn.
Der Verein ist mit Abstand der erfolgreichste Badmintonverein seines Landes, mit 18 Landesmeistertiteln seit 1990/91 auch der Verein, der am häufigsten am Europapokal teilgenommen hat. Während er in der heimischen Liga nahezu konkurrenzlos ist, ist er im internationalen Vereinswettbewerb weniger erfolgreich. Der Verein schaffte es bisher nicht, die Gruppenphase erfolgreich zu überstehen. Im Laufe seiner Vereinsgeschichte wechselte er häufig den Vereinsnamen (unter anderem Kiniszi SE, TC-SE, Hajdú Gabona TC-DSI). 

## Titel
- Ungarischer Meister: 1991, 1992, 1993, 1994, 1995, 1997, 1998, 1999, 2000, 2001, 2002, 2003, 2004, 2005, 2006, 2007, 2008, 2010 (18)

## Bekannte Spieler und Spielerinnen
- Daniella Gonda
- Gergely Krausz
- József Mester
- Csilla Fórián